# Kord
Kord (engelska cord) är en kraftig väv som används i bildäck, sportbyxor och möbler. Den gjordes ursprungligen av organiska material som bomull och ylle men görs idag syntetiskt. 